# Малий В'язок
Малий В`язок (біл. вёска Малія В`язак) — село в складі Крупського району Мінської області, Білорусь. Село належало Денисовицькій сільській раді, розташоване в східній частині області.
Рішенням Мінської обласної ради депутатів від 30 жовтня 2009 року, щодо змін адміністративно-територіального устрою Мінської області, село Малий В`язок підпорядковане Ухвальській сільській раді.